# Bá tước Orlok
Bá tước Orlok (Tiếng Đức: Graf Orlok) là nhân vật phản diện chính/nhân vật nhan đề thủ vai bởi Max Schreck trong bộ phim câm kinh điển năm 1922 Nosferatu, eine Symphonie des Grauens. Ông dựa trên nhân vật Bá tước Dracula của Bram Stoker.